# Nawaf al-Hazmi
Nawaf al-Hazmi (arabisk: نواف الحازمي ) (9. august 1976 – 11. september 2001). var en af de fem terrorister, der nævnes af FBI, som en af flykaprere af American Airlines Flight 77, som blev styrtet ned i Pentagon i Terrorangrebet den 11. september 2001. Han blev senere afsløret for at have spillet en større rolle i den operationelle planlægning end tidligere troet. Hans yngre bror, Salem al-Hazmi, var en anden flykaprer om bord på samme fly.